# Annabelle Williams
Annabelle Josephine Williams (Sídney, 21 de julio de 1988) es una competidora de natación paralímpica de Australia. Tiene una deficiencia congénita en sus extremidades. Apareció en Mad Max 4. Representando a Australia, ha ganado una medalla de oro en los Juegos Paralímpicos de Londres 2012 en el relevo de 4 × 100 m, una medalla de bronce en los Juegos Paralímpicos de Pekín 2008 en los 100 m mariposa S9 para mujeres. En los Juegos de la Mancomunidad de 2006, obtuvo una medalla de plata en los 50 m estilo libre femenino S9 y un bronce en los 100 m estilo libre multidiscapacidad femenino. En los Juegos de la Mancomunidad de 2010, ganó una plata en los 50 m estilo libre femenino S9.

## Vida personal
Annabelle Josephine Williams nació el 21 de julio de 1988 en Sídney, Nueva Gales del Sur. De joven vivió en Yakarta, Indonesia, y regresó a Australia cuando tenía diez años. Ha completado una licenciatura en relaciones internacionales y derecho en la Universidad Bond, Gold Coast, Queensland, y fue nombrada Deportista del Año de la Universidad Bond para 2007 y fue finalista para el Deportista del Año de las Universidades Australianas para 2007. Mientras asistía a la universidad, realizó una pasantía de seis meses en París, Francia, donde trabajó para la Embajada de Australia. Después de los Juegos Paralímpicos de 2012, realizó una pasantía en Washington D. C. En 2015, Williams fue nombrada consejera legal del Comité Olímpico Australiano.
A Williams le falta la parte inferior de su brazo izquierdo como resultado de una deficiencia congénita de las extremidades. Mide 168 centímetros y pesa 60 kilogramos. Antes de convertirse en nadadora, se dedicaba al atletismo pero tuvo que dejar el deporte por una fractura por fatiga.

## Natación
Williams es una nadadora de S9, y fue miembro del Cranbrook Eastern Edge SC. Sus principales eventos son los 50 m, 100 m libres, 50 m, y los 100 m mariposa. En el evento de 50 m libres, su mejor tiempo es de 29,42 segundos, tiempo que estableció en los Juegos de la Mancomunidad de 2010. Su mejor marca personal en los 100 m libres es 1:03.00, tiempo que marcó en el Campeonato Australiano de 2009.
Williams compitió en los Juegos de la Mancomunidad de 2006 en Melbourne, ganando una medalla de plata en los 50 m de estilo libre femenino S9 y un bronce en los 100 m de estilo libre multidiscapacidad femenino. En 2008, se afilió al Club de Natación de Miami, entrenando cinco días a la semana con los entrenadores Denis Cotterell y Raelene Ryan. Durante las pruebas olímpicas de marzo de 2008, ella rompió el récord mundial de 50 m mariposa por la mañana durante una semifinal y luego lo rompió de nuevo por la tarde durante la final del evento. El evento de 50 m no es uno para el que ella había entrenado activamente, porque la distancia no estaba en el programa paralímpico de 2008. En los Juegos Paralímpicos de Pekín 2008, compitió en tres eventos y ganó una medalla de bronce en el evento femenino de 100 m mariposa S9. Participó en los Campeonatos Mundiales de Eindhoven, Holanda en 2010, pero no obtuvo ninguna medalla. En el Campeonato Pan Pacífico de 2009 en Río de Janeiro, Brasil, en el Curso Corto Mundial, obtuvo una medalla de plata en el evento de 100 m mosca.

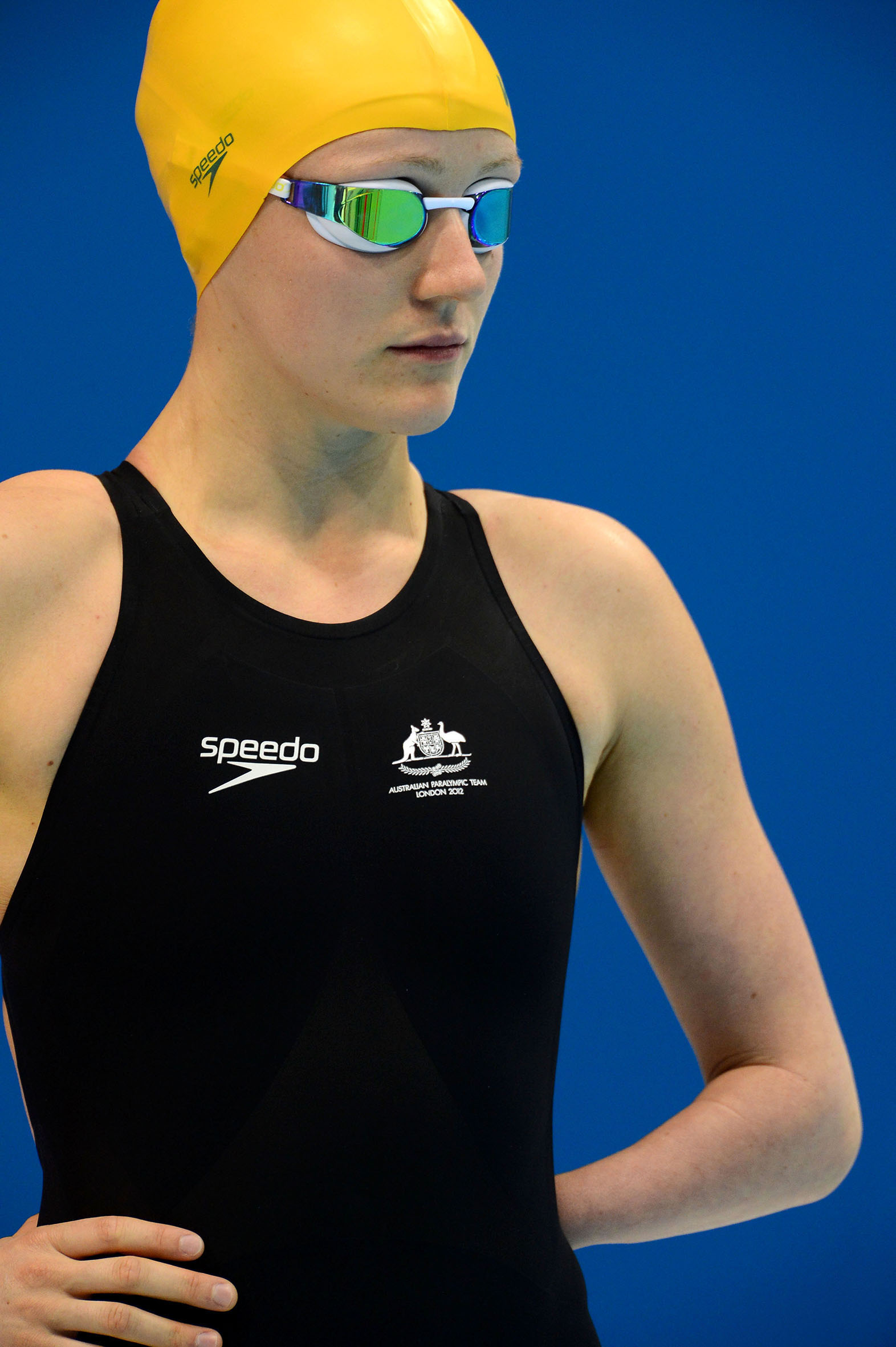
Williams en los Juegos Paralímpicos de Londres del año 2012.

Mientras completaba su pasantía en París, se entrenó en un club de natación francés local antes de los Juegos de la Mancomunidad. En los Juegos de la Commonwealth de 2010 en Delhi, ganó una medalla de plata en los 50 m de estilo libre femenino S9. En preparación para los Juegos Paralímpicos de Londres 2012, fue una de las 14 nadadoras paralímpicas australianas que participaron en un campamento de entrenamiento que comenzó el 13 de mayo de 2012 y finalizó el 29 de mayo en la British International School Phuket. En los Juegos de 2000, terminó sexta en los 50 m estilo libre femenino S9, séptima en los 100 m estilo libre femenino S9 y fue miembro del equipo que obtuvo la medalla de oro en los 4 × 100 m Medley Relay 34 puntos. En la preparación para los Juegos, Williams entrenó en la Costa de Oro en Queensland en Pizzey Park donde fue entrenada por Denis Cotterell.
Se le concedió la Medalla de la Orden de Australia en los Honores del Día de Australia de 2014 «por su servicio al deporte como medallista de oro en los Juegos Paralímpicos de Londres 2012».